# Parc national de Khao Phanom Bencha
Le parc national de Khao Phanom Bencha (en thaï : อุทยานแห่งชาติเขาพนมเบญจา) est un parc national situé dans la province de Krabi, en Thaïlande. Le parc est nommé d’après la montagne Khao Phanom Bencha et protège une zone de forêt vierge et une faune rares.

## Géographie
Khao Phanom Bencha est à 20 kilomètres au nord de la ville de Krabi et englobe des parties des districts de Mueang Krabi, Khao Phanom et Ao Luek. La superficie du parc est de 50 km2 et atteint son point culminant au sommet de 1 397 mètres de Khao Phanom Bencha, qui fait partie d’une chaîne de montagnes allant du nord au sud. Les cours d'eau sont nombreux : Klong Krabi Noi, Klong Pakasai, Klong Photak, Klong Tong... et les ruisseaux Huai Phai, Huai Sakhe et Huai San etc.

## Climat
Il faut chaud et humide toute l'année. La saison des pluies commence en mai et se termine en décembre avec une période très pluvieuse de juin à octobre ; la saison chaude, de janvier à avril, est la meilleure période pour se promener dans le parc national de Khao Phanom Bencha.

## Attractions
Le parc a de nombreuses grandes cascades dont Huai To Falls (น้ำตก ห้วย โต้ / chutes d'eau de Huay Toh), un ensemble de cinq cascades d’une hauteur de 80 mètres ; et, à proximité, Huai Sakhe Falls (น้ำตก ห้วย สะเด), un ensemble de trois cascades,.
Khao Pheung (ถ้ำ เขาผึ้ง) est une grotte avec des stalactites et des stalagmites.
Le sommet de la montagne Khao Phanom Bencha est couvert de bois épais. On peut l’escalader par un trek de plusieurs jours, accompagné par un guide pour ne pas se perdre en chemin, et admirer un superbe panorama sur la ville de Krabi.

## Flore et faune

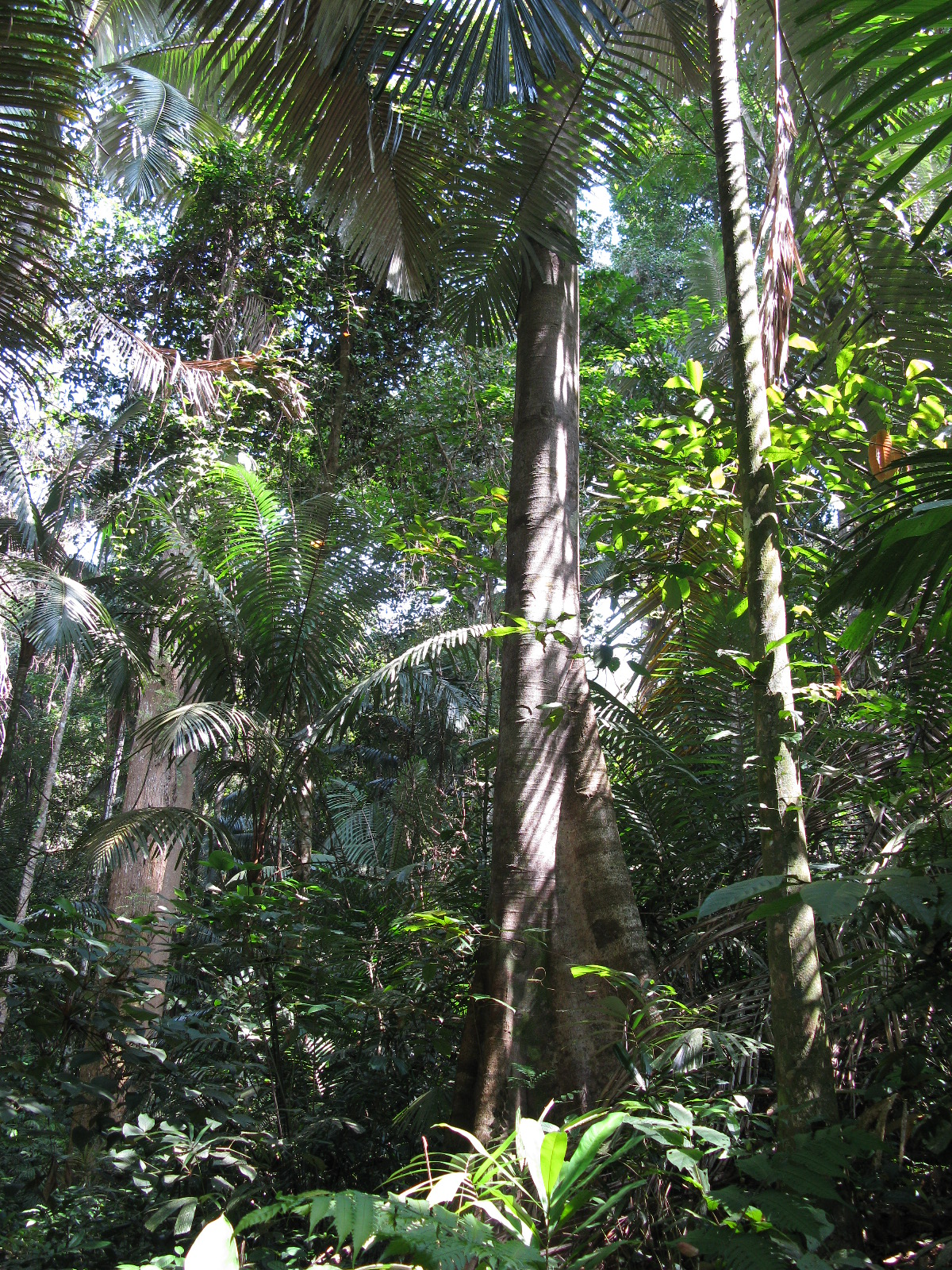

La forêt tropicale du parc national comprend des espèces d’arbres telles que le teck, le petai et le lagerstroemia calyculata, des petits arbres et arbustes du genre baccaurea et aussi des arbres géants émergents de la canopée comme le Dipterocarpus alatus, l'Hopea odorata et le  Magnolia champaca... À basse altitude, on trouve des palmiers calamus et du bambou.
Les espèces animales comprennent le sanglier (cochon sauvage), le saro de Sumatra, le tapir de Malaisie, le cerf souris, l'écureuil géant oriental... ainsi que l’ours noir d'Asie, le dhole, la panthère nébuleuse et la civette.
De nombreuses espèces de primates résident aussi dans le parc telles que le langur semnopithèque obscur, le loris, le gibbon à mains blanches et le macaque à face rouge.

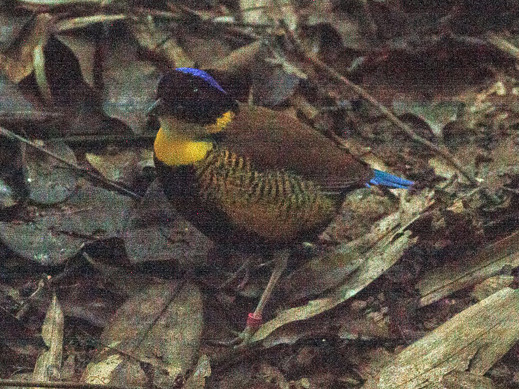
brève de Gurney mâle

Khao Phanom Bencha est une zone importante d'observation des oiseaux. Ce parc national abrite plus de 200 espèces d’oiseaux dont  le calao bicorne, le calao à casque rond, le calao coiffé, le calao festonné, le calao largup ; le coq bankiva (coq sauvage), le faisan argus et le roulroul couronné ; l'aigle de Blyth et le petit duc à collier ; l'engoulevent de Horsfield ; le turnix combattant ; le passereau shama à croupion blanc etc. On peut aussi y voir un oiseau extrêmement rare, la brève de Gurney, une espèce en voie de disparition,.

Il y a, de plus, d'innombrables insectes tels les moustiques, les demoiselles zygoptères et les libellules, les papillons ... ainsi que des araignées bowie warszawa, leptothele bencha et sesieutes aberrans, des scorpions scorpiops neradi ... et biens d'autres espèces.

Quelques insectes
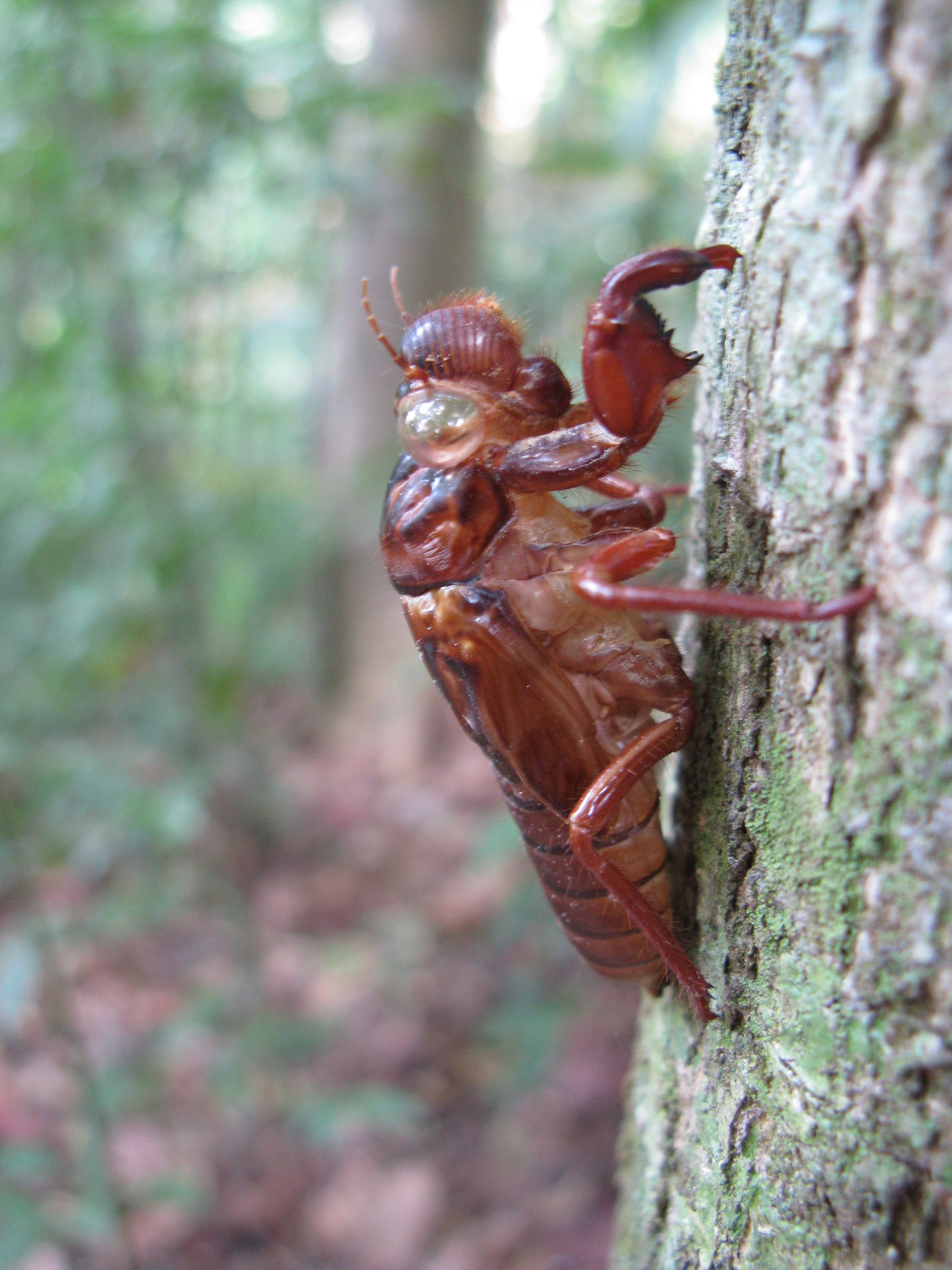
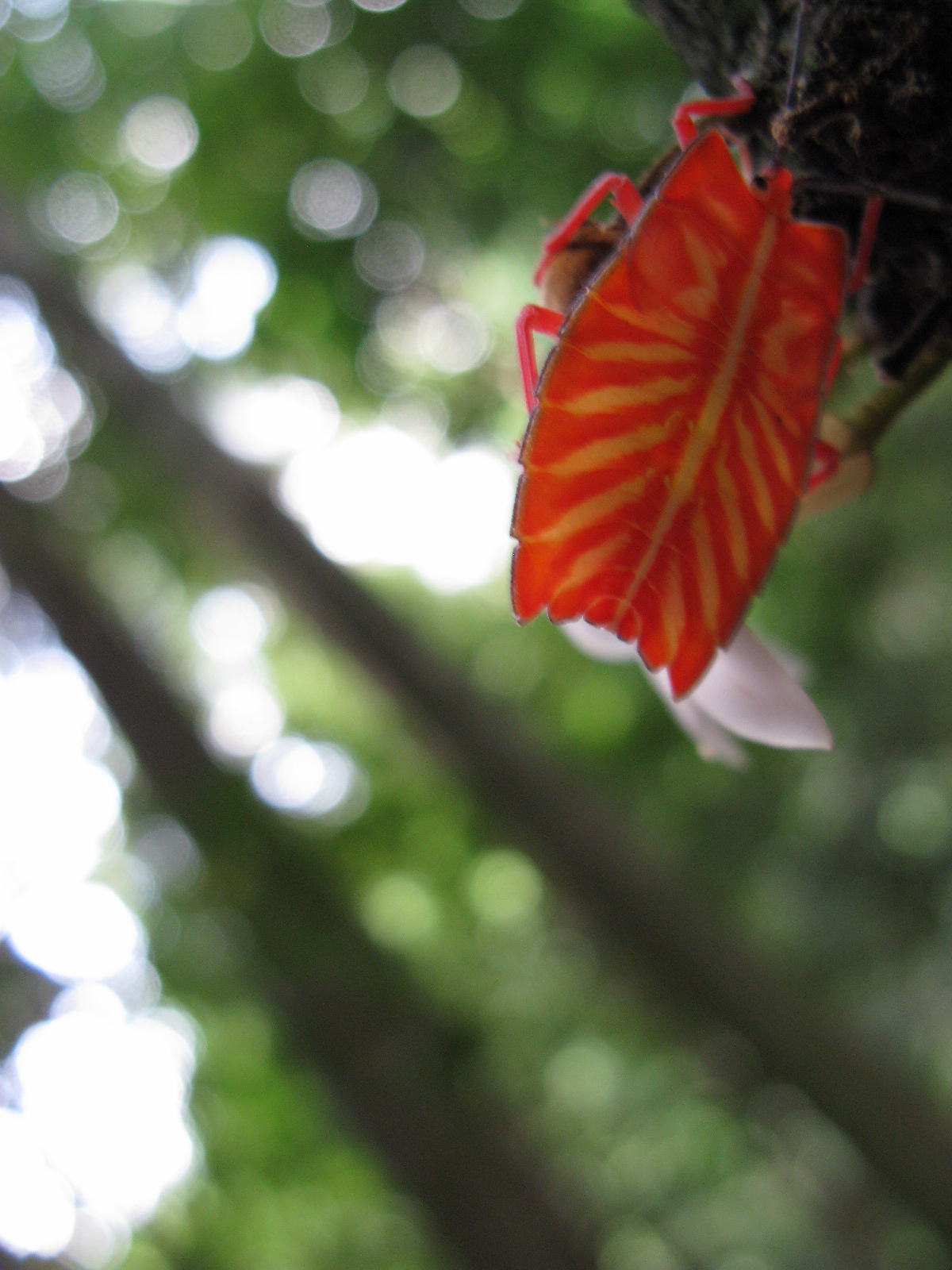
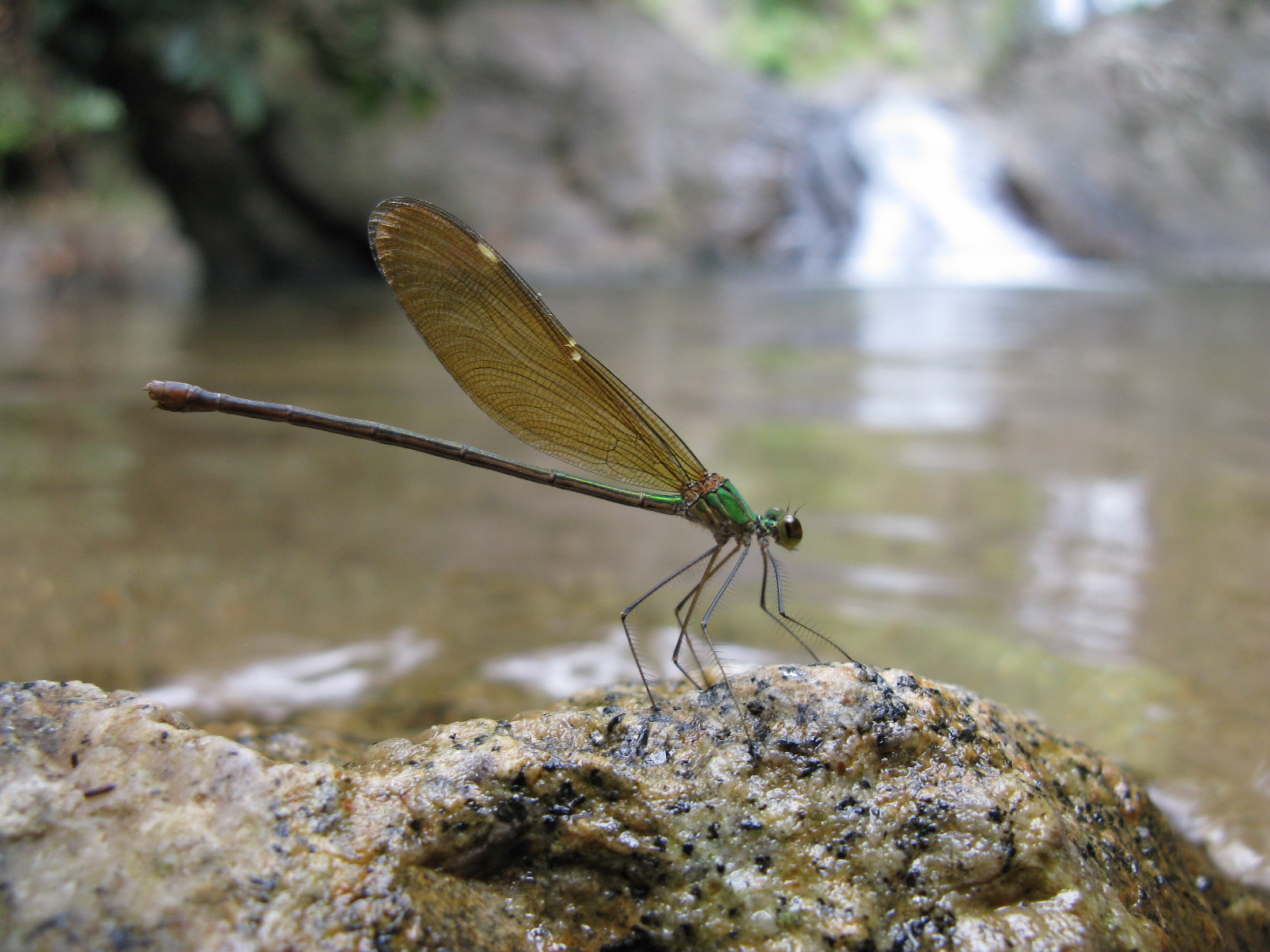
Demoiselle Zygoptère